# Loituma
A Loituma egy finn kvartett. Előszeretettel kombinálja a finn ének tradícióit és a kantele (finn hárfa) hangját. A Kaustinen Folkmusic Festival az év együttesének választotta 1997-ben.

## Története
1989 őszén a Sibelius Akadémia népzenei tanszékén megalakult egy hétfős együttes „Jäykkä Leipä” (Szárazkenyér) néven, ennek a csapatnak az utódja a mai (négy tagú) Loituma. Az eredeti felállás két másik tagja Sanna Kurki-Suonio és Tellu Paulasto énekesek Svédországba mentek a Hedningarna együttesbe. A hetes utolsó tagja, Anita Lehtola mindkét együttesnél szokott dolgozni.
Évekkel később, miután a csapat folyamatos zenei ívet írt le, különféle behatások alakították a zenéjüket. Ez volt az igazi fejesugrás a zenei áramlatok sokféleségébe. A finn népzene és a csapat sarokköveinek egyike az éneklés művészete: történetek és érzések átadására ez a legjobb médium. A Loituma-dalok átadják a hallgatóságnak a finn örökséget, a háttérben Martti Pokela és Toivo Alaspää támogatásával. A Loituma művészetének másik sarokköve a kantele (finn hárfa). A dalok hangulatát és egyedi világát ez a két fő irányvonal határozza meg.
2006-ban beindult a Loituma-láz, ennek köszönhetően számtalan remix és videó született, melyeket főleg a YouTube oldalain tekinthet meg az érdeklődő. Magyarországon is több rajongói portál alakult. A világméretű népszerűséget az „Ievan Polkka” (Éva polkája) című dal hozta a csapat számára. A humoros szövegű és vicces dallamú zene egy flash animációban egyesül az interneten egy japán grafikával, mely a Bleach című animéből származik és Inoue Orihime látható rajta amint egy póréhagymát pörget (rendszerint Loituma Girl (Loituma lány) vagy Leekspin néven lehet találkozni vele).

## Tagok
- Sari Kauranen kantelék, ének
- Anita Lehtola ének, öthúros kantele
- Timo Väänänen kantelék, ének
- Hanni-Mari Turunen ének, hegedű, öthúros kantele, alt furulya, nagybőgő, Lapin dob

## Albumok
- Loituma (1995) Finn kiadás, mely
- Things of Beauty néven 1998-ban jelent meg az USA-ban
- Kuutamolla (1998) Finn kiadás, mely
- In the Moonlight címmel 1999-ben jelent meg az USA-ban

## Külső hivatkozások
- Különböző magyar Loituma rajongói oldalak: (,,  Archiválva 2006. június 15-i dátummal a Wayback Machine-ben).
- Loituma leírás a NorthSide honlapján
- Egy élő tv adás felvétele az Ievan Polkka című számmal (Google video)
- A tv adás hosszabban (a hibásan írt Loiituma linkről)
- Loituma remix gyűjtemény (YouTube)
- www.amazon.com (Loituma az Amazon zenei portálon)